# Ichneumon fuscatus
Ichneumon fuscatus là một loài tò vò trong họ Ichneumonidae.